# Conseil des affaires francophones du district bilingue de Bienne
 (février 2023).
Si vous disposez d'ouvrages ou d'articles de référence ou si vous connaissez des sites web de qualité traitant du thème abordé ici, merci de compléter l'article en donnant les références utiles à sa vérifiabilité et en les liant à la section « Notes et références ».
Le Conseil des affaires francophones de l'arrondissement de Biel/Bienne, communément appelé le CAF, est un organe consultatif cantonal pour les communes suisses bilingues de Bienne et Evilard, dans le canton de Berne. 
Créé par le canton de Berne en 2006 afin de promouvoir le bilinguisme et renforcer le rôle des francophones dans le district bilingue de Bienne, elle est la première institution de ce type en Suisse. Le CAF collabore aussi avec le Conseil du Jura bernois, autre organe parlementaire également pionnier dans le pays. Son rôle est d'exercer les compétences particulières attribuées par le canton de Berne à la minorité francophone des communes de Bienne et d'Evilard). 
Le CAF est un organe politique du canton de Berne. Il intervient dans les affaires cantonales en lien avec la langue, la population francophone et le bilinguisme. Principaux domaines d’action : formation et emploi, culture, justice, santé-social, institutions, politique et administration. Le CAF se compose de 18 membres élus pour 4 ans, deux membres élus par l’Assemblée communale d’Evilard (4.12.2017), onze membres élus par le Conseil de ville de Bienne (19.4.2018), cinq membres élus par l’association seeland.biel/bienne (avril-mai 2018).
L'instauration du CAF a été approuvée par la votation populaire du 9 avril 2006. Soucieux de la cohabitation harmonieuse entre les communautés francophones et germanophones, le CAF garantit qu'au moins 9 de ses membres soient francophones (art.4 al. 2 OECAF). Le Conseil des affaires francophones, comme le Conseil du Jura bernois, découle de la Loi sur le statut particulier du Jura bernois et de la minorité francophone du district bilingue de Bienne du 14 septembre 2004. 
Présidence :
- Mme Béatrice Sermet-Nicolet, élue à la présidence du CAF lors de la création de celui-ci en 2006 ; elle a été réélue en 2008.
- M. Philippe Garbani, élu président du CAF en 2010. 
- Mme Pierrette Berger-Hirschi, élue présidente en 2014 ; elle a été réélue en 2018.